# Omicron Cephei
Omicron Cephei (34 Cephei) é uma estrela tripla na direção da constelação de Cepheus. Possui uma ascensão reta de 23h 18m 37.41s e uma declinação de +68° 06′ 41.1″. Sua magnitude aparente é igual a 4.75. Considerando sua distância de 211 anos-luz em relação à Terra, sua magnitude absoluta é igual a 0.70. Pertence à classe espectral K0III.